# Imre Németh
Imre Németh (Kassa, 23 de setembro de 1917 - Budapeste, 18 de agosto de 1989) é um ex-atleta e campeão olímpico húngaro.
Nascido em Kassa, na Hungria, hoje Košice, na Eslováquia, Németh se notabilizou como atleta no lançamento do martelo, no qual foi campeão olímpico e três vezes recordista mundial. Em Londres 1948, depois de estabelecer nova marca mundial (59,02 m) num torneio em Tata pouco antes dos Jogos, ele ganhou a medalha de ouro na prova com um lançamento de 56,07 m.
Nos anos posteriores ele quebrou mais duas vezes os próprios recordes, em Katowice (59,57 m - 1949) e Budapeste (59,88 m - 1950). Voltou aos Jogos Olímpicos em Helsinque 1952, mas não repetiu o feito anterior, ficando com a medalha de bronze.